# 개릿 모건
개릿 오거스터스 모건 시니어(Garrett Augustus Morgan Sr., 1877년 3월 4일 ~ 1963년 8월 27일)는 아프리카계 미국인 발명가이며 방독면과 교통 신호등을 발명하기로 유명하였다.

## 어린 시절
켄터키주 패리스에서 태어난 모건은 1863년 해방된 전 노예 시드니 모건과 엘리자베스 리드의 11명의 자녀들 중에 7번째였다.  초등학교 교육만 받으면서 14세의 나이에 집을 떠난 그는 결국적으로 오하이오주 클리블랜드에 정착하였다.  그는 자신에게 재봉틀을 수리하는 것을 배워 1907년 자신 소유의 전문적인 재봉틀 비지니스를 개업하기 전에 다수의 회사들과 일하였다.  사업은 성공적이었으며 클리블랜드에서 모건에게 집을 세울 수 있도록 하였고, 1908년 그는 매리 앤 해섹에게 결혼하여 3명의 아들을 두었다.

## 발명의 인생

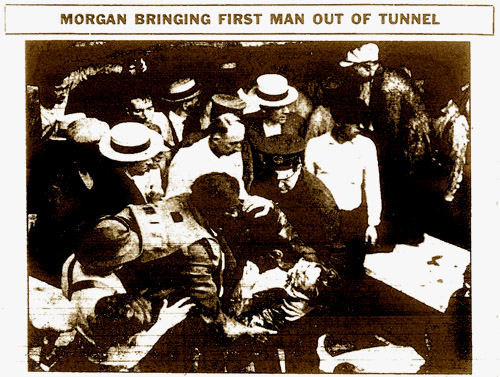
1917년 이리호에서 사람을 구출한 개릿 모건

결국적으로 모건은 자신 소유의 양복점을 열었고 그가 그의 첫 독특한 제품을 개발한 것이 여기에 있었다.  의류 산업에서 다른이들처럼 모건은 재봉 모직 소재에서 공통적인 문제를 해결하는 데 세워야 했으며 재봉틀의 바늘은 가끔 천을 태웠던 그런 높은 속도에서 작동하였다.  이 마찰을 줄이는 데 화학적인 해결과 함께 일하고 있었던 모건은 자신이 개발하고 있었던 해결이 대신 강화하는 데 조랑말 모피 의류에 털들을 일으킨 것을 알아차렸다.  흥미를 느낀 그는 이웃의 개에 새로운 해결을 시도하였고 개의 코트에 털을 강화했을 때 모건은 결국 자신 소유의 머리털에 새로운 해결을 시도하였다.  해결을 성공은 모건을 머리털 정제 크림의 첫 생산자 G. A. 모건 정제 회사를 형성하는 것으로 이끌었다.
모건은 자신의 인생을 통하여 새로운 제품들과 함께 실험하여 모자와 벨트의 탈색 방지제와 마찰 구동 클러치를 발명하였다.  하나 그의 가장 중요한 발명은 1912년 오늘날 방독면에 대한 선구자인 "안전 두건"을 개발했을 때 왔다.  1914년 특허를 받아 신선한 공기 유입구와 날숨을 위한 방출구로 이루어진 장치는 뉴욕에서 세컨드 인터내셔널 안전 위생 박람회로부터 퍼스트 그랜드 상을 포함하여 다수의 상들을 받았다.
다음 몇년간 모건이 안전 두건의 이용을 시험하고 입증하였어도 클리블랜드 급수소에서 터널의 폭발이 일어난 동안 1916년 7월 24일 그 가장 비판적인 시험이 일어났다.  전체의 지역이 유독 가스와 연기와 체워져 이리호 아래 터널에 근로자들을 가두었다.  자신의 호흡 장치의 도움으로 모건은 터널로 들어가 자신의 등에 근로자들을 업어 지하 죽음으로부터 다수의 남성들을 구하였다.

## 업적 보상
이 영웅적 행위에 대하여 모건은 도시로부터 카네기 메달과 용기의 메달을 받았고, 국제 소방 협회는 모건을 명예 회원으로 만들었다.  얼마 지나지 않아 모건은 소방국과 경찰국, 그리고 광업들로부터 다수의 명령들에 응답으로 호흡 장치를 제조하고 파는 데 회사를 설립하였다.  소방관들은 구출 시도들에서 방독면에 의지하러 왔으며 발명은 제1차 세계 대전이 일어난 동안 염소 가스와 다른 유독가스 들로부터 수천명을 구하는 도움을 주었다.
다음에 모건은 오늘날 생명을 구하는 장치인 삼거리 교통 신호등을 창조하였다.  경고와 규정 신호 시스템을 구축하는 아이디어가 모건이 사거리 횡단보도에서 마차 사고를 목격했을 때 그에게 왔다.  다시 한번 모건은 자신의 제품을 위하여 미국과 캐나다는 물론 이번에는 영국에서 반드시 특허를 취득하였다.  결국적으로 모건은 제네럴 전기 회사에 자신의 발명품에 대한 권리를 4만 달러에 팔았다.

## 사회에 대한 봉사
새롭고 독특한 제품들을 발명에 추가로 모건은 아프리카계 미국인들의 복지를 흥행하는 것에 활동적으로 연루되었다.  그러므로 1920년 지방과 국내 흑인들의 소식들을 발행하는 데 전념한 신문인 〈클리블랜드 콜〉을 발행하기 시작하였다.  추가적으로 모건은 클리블랜드 흑인 협회의 임원을 지내어 그것이 전미 흑인 지위 향상 협회와 병합되었을 때 활동적인 회원으로 남아있었다.  1943년 그는 녹내장을 일으켜 자신의 대부분의 시력을 잃고, 20년 후에 사망하였다.